# Нацуки, Мари
Мари Нацуки (яп. 夏木 マリ Нацуки Мари, наст. имя Дзюнко Накадзима (яп. 中島 淳子 Накадзима Дзюнко), род. 2 мая 1952) — японская актриса, музыкант.

## Биография
Родилась 2 мая 1952 года в префектуре Токио. Рост — 163 см. Участвовала в съёмке фильмов:
- «Унесённые призраками» 2001 год
- «Легенда восьми самураев» 1983 год
- «Первый поцелуй» 2007 год
- «Сакуран» 2006 год
- «Юная» 2001 год
- Kiryuin Hanako no shoqai (1982)
- Satomi hakken-den (1983)
- Kita no hotaru (1984)
- Jittemai (1986)
- Порошок смерти (1986)
- Otoko wa tsurai yo: Boku no ojisan (1989)
- Otoko wa tsurai yo: Torajiro no kyuujitsu (1990)
- «Самурайския история», Samurai Fiction (1998) — в роли Окацу